# Danielle Tubiana
Pour les articles homonymes, voir Tubiana.
Danielle Tubiana, née le 2 mai 1950, est une femme politique française, membre du Nouveau Centre et de l'UDI. Après une carrière d'élue locale, elle est très brièvement sénatrice des Alpes-Maritimes.

## Parcours politique
Membre de l'Union pour la démocratie française, Danielle Tubiana est élue conseillère municipale de Grasse en 2001. Elle est réélue en 2008, occupant la place d'adjointe, chargée des affaires sociales et familiales et des services à la population, durant au moins une partie de son dernier mandat. Elle ne se représente pas lors des élections de 2014.
Candidate sur les listes d'union de la droite et du centre menées par Renaud Muselier pour les élections régionales de 2004 en Provence-Alpes-Côte d'Azur, elle est élue dans l'opposition. En cours de mandat, l'UDF est dissout dans le MoDem. Elle est à nouveau candidate, pour la majorité présidentielle, aux élections régionales de 2010 en Provence-Alpes-Côte d'Azur, sur les listes menées par Thierry Mariani. Elle effectue un nouveau mandat dans l'opposition.
Lors des élections législatives de 2012, elle est suppléante de Charles Ange Ginésy, candidat UMP dans la 2e circonscription des Alpes-Maritimes. Il est élu député au second tour avec 53,29 % des suffrages.
À l'occasion des élections sénatoriales de 2014 dans les Alpes-Maritimes, elle est numéro 5 de la liste de la majorité présidentielle menée par Dominique Estrosi Sassone. Seuls trois sénateurs sont élus, mais le no 4 Henri Leroy est élu en cours de mandat. Le décès de Colette Giudicelli le 24 septembre 2020 la fait donc entrer au Sénat pour six jours. Elle ne se présente pas aux élections sénatoriales intervenant dans le même temps.